# Associação Atlética Vila Isabel
A Associação Atlética Vila Isabel foi um clube multiesportivo brasileiro, com sede na Boulevard 28 de Setembro, 160, em Vila Isabel, na cidade do Rio de Janeiro - RJ.

## História
Fundado no dia 8 de maio de 1950, foi e ainda é palco de grandes eventos culturais, sociais e esportivos.
Foi tricampeão de Futsal entre 1963 e 1965,[carece de fontes?] e possuiu centenas de sócios, crianças e jovens que participam de diversas atividades esportivas e, em parceria com o Governo do Estado e a Prefeitura do Rio de Janeiro, realiza diversos projetos que beneficia um enorme número de idosos.[carece de fontes?]
Em 2011, teve sua sede penhorada para o pagamento de dívidas. Em 2020, encerrou as atividades.